# Liste de jeux Cave
La liste de jeux Cave répertorie les jeux vidéo édités ou développés par l'entreprise Cave,,.

## Shoot'em up

### En arcade
- DonPachi, 1995
- DoDonPachi, 1997
- ESP Ra.De., 1998
- Dangun Feveron, 1998
- Guwange, 1999
- Progear, 2001
- DoDonPachi Dai Ou Jou, 2002
- Ketsui: Kizuna Jigoku Tachi, 2002
- Espgaluda, 2003
- Mushihime-Sama, 2004
- Ibara, 2005
- Espgaluda II, 2005
- Pink Sweets: Ibara Sorekara, 2006
- Mushihime-Sama Futari, 2006
- Mushihime-Sama Futari Ver 1.5, 2006
- Muchi Muchi Pork, 2007
- DeathSmiles, 2007
- DoDonPachi Dai Fukkatsu, 2008
- DoDonPachi Dai Fukkatsu Ver 1.5, 2008
- DeathSmiles Mega Black Label, 2008
- DeathSmiles II, 2009
- DoDonPachi Dai Fukkatsu Black Label, 2010
- Akai Katana, 2010
- DoDonPachi Saidai Ou Jou, 2012 (dernier jeu d'arcade)

### En arcade en édition limitée
- DoDonPachi Campaign Version, 1997[1]
- DoDonPachi Dai Ou Jou Black Label, 2002[2]
- Guwange: Dai Cave Festival Tokubetsu Shiyou
- Guwange: Dai Cave Festival Tokubetsu 2stages limit Shiyou
- Ketsui: Kizuna Jigoku Tachi "Festival Version"
- Mushihime-Sama ver 1.5 Blue Label
- Mushihime-Sama Futari ver 1.01
- Mushihime-Sama Futari ver 1.5 Red Label
- Mushihime-Sama Futari Black Label
- Ibara Kuro: Black Label, 2006[3]
- Pink Sweets – Ibara Sorekara, (ピンクスウィーツ ～鋳薔薇それから～) 2006
- Muchi Muchi Pork: Dai Cave Festival Special Version
- DeathSmiles: Die Cave Matsuri Special Version
- DeathSmiles Mega Black Label, 2008[3]

### Sur consoles et appareils mobiles
- DonPachi sur Sega Saturn et PlayStation (1996)
- DoDonPachi sur Sega Saturn et PlayStation (1998)
- ESP Ra.De. sur Yahoo mobile & i-mode (2002)
- Progear sur Yahoo mobile & i-mode (2004)
- Mushihime-Sama sur PS2  (2005), Xbox 360 (2012) et PC (2015)
- Ibara Kuro: Black Label sur PS2 (2006)
- Ketsui Death Label sur Nintendo DS (2008)
- DeathSmiles sur Xbox 360 (2009) et PC (2016)
- Deathsmiles 2 sur Xbox 360 (2009)
- Mushihime-Sama Futari ver 1.5 Black Label sur Xbox 360 (2009)
- Espgaluda II sur iOS[4] & Xbox 360 (2010)
- Dodonpachi Resurrection sur iOS[5] (2010)
- Guwange sur Xbox 360 (2010)
- Ketsui: Kizuna Jigoku Tachi sur Xbox 360 (2010)
- Dodonpachi Daifukkatsu Black Label -Ketsui Mode sur Xbox 360 (2011)
- Dodonpachi Resurrection sur Xbox 360 (2011)
- Dodonpachi Maximum[6] sur Windows Phone 7 (2012)
- DoDonPachi Saidai Ou Jou sur Xbox 360 (2013) (dernier jeu sur consoles)

## Autres genres
- Steep Slope Sliders sur arcade et Saturn, 1997
- Touge Max 2 sur PlayStation, 1998
- Uo Poko Puzzle!  sur arcade, 1998
- Tricky Sliders: Freestyle Snowboard sur PlayStation, 1999
- Touge Max G sur PlayStation, 2000
- Snowboard Heaven sur PlayStation 2, 2000
- Yanya Caballista: City Skater sur PlayStation 2, 2001
- Touge 3 (Road Rage 3) sur PlayStation 2, 2001
- Puzzle! Mushihime Tama sur arcade, 2005
- Medal Mahjong Moukari Banchou en arcade, 2006
- Online Tank Battle sur PC, 2007
- Tamiya Super Online sur PC, 2007
- Nin²-Jump en 2011 sur Xbox 360
- Princess Debut : Le Bal royal